# 38 (число)
38 (тридцать восемь) — натуральное число, расположенное между числами 37 и 39.

## Математика
- 238 = 274 877 906 944
- Сумма квадратов первых трёх простых чисел: 38 = 22 + 32 + 52.[1]
- Наибольшее чётное число, которое нельзя представить в виде суммы двух нечётных составных[2].

Пусть n>38.
Из трёх чисел n-9, n-25 и n-35 ровно одно будет делиться на 3, а значит будет составным (так как n>38). Поэтому любое чётное n>38 можно представить в виде суммы двух нечётных составных. Само же число 38 представить таким образом нельзя: 38-9=29 - простое, 38-15=23 - простое, 38-21=17 - простое, 38-25=13 - простое. 38-27=11 - простое, 38-33=5 - простое, 38-35=3 - простое. ■
Фактически ровно восемь положительных чётных чисел нельзя записать в виде суммы двух нечётных составных чисел: 4, 6, 8, 12, 14, 20, 32, 38.
- Одно из чисел с таким свойством, что сумма его с перевернутым числом равна квадрату суммы его цифр ({\displaystyle 38+83=11^{2}}).
- Число 382 = 1444 — наименьший квадрат с наибольшим числом одинаковых ненулевых цифр на конце: это наименьший квадрат с тремя одинаковыми цифрами на конце, в то время как квадратов с четырьмя одинаковыми ненулевыми цифрами на конце уже не существует[3][4].
- Магическая константа шестиугольника третьего порядка равна 38.

## Наука
- Атомный номер стронция.

## В Библии
- 38 лет прошло с тех пор, как Израильтяне пошли из Кадес-Варнии и как прошли долину Заред, согласно книге Второзаконие.
- 38 тысяч левитов возрастом от 30 лет было в Израиле, когда Давид воцарил Соломона согласно Первой книге Паралипоменон.
- 38 лет болел человек, которого Иисус исцелил в купальне Вифезда согласно Евангелию от Иоанна.

## В других областях
- 38 год.
- 38 год до н. э.
- 1938 год.
- ASCII-код управляющего символа &.
- 38 — Код субъекта Российской Федерации и Код ГИБДД-ГАИ Иркутской области.
- 38 попугаев и одно попугайское крылышко - длина Удава в популярном мультфильме.
- 38 — рок-группа из Иркутска.
- 38° — минимальная крепость водки, поступающей к потребителю (установлена в Российской империи правительственным указом 1843 года; при номинальной — 40°); — нарушавшим эту норму грозила уголовная ответственность.
- 38° - крепость Бехеровки.